# Světlana Nálepková
Světlana Nálepková (* 2. července 1960 Praha) je česká herečka a zpěvačka. Je absolventkou pražské konzervatoře. Už za svého studia se Světlana objevovala v menších televizních rolích. Po absolvování hrála v Činoherním studiu v Ústí nad Labem.

## Filmografie
- Aféry (TV seriál) 2011
- Ctrl Emotion 2009
- První krok (TV seriál) 2009
- To nevymyslíš! (TV seriál) 2005
- Pánská jízda 2004
- Ani svatí, ani andělé (TV film) 2001
- Případy detektivní kanceláře Ostrozrak (TV seriál) 2000
- Pražský písničkář (TV seriál) 1997
- Vápenička (TV film) 1995
- Anatol (TV film) 1993
- Sejdeme se na Prdlavce (TV film) 1992
- Lhát se nemá, princezno! (TV film) 1991
- Princezna Duše (TV film)
- Kdo probudí Pindruše ...? (TV film) 1989
- Hodinář (TV film) 1988
- Ať přiletí čáp, královno! (TV film) 1987
- O princezně na klíček (TV film)
- Šaty až na zem (TV film) 1986
- Moje zlaté holky (TV film) 1985
- Nebožtík si nepřál květy (TV film)
- Otec (TV film)
- Synové a dcery Jakuba skláře (TV seriál)
- Láska z pasáže 1984
- Oldřich a Božena
- Poslední mejdan
- Poslední adresa neznámá (TV film) 1982
- Když se prořezávají zoubky (studentský film) 1980
- Princové jsou na draka (TV film)
- Lvi salónů 1978
- Paví král (TV film)
- Příběh lásky a cti 1977

### Dokumentární
- 13. komnata Světlany Nálepkové (TV film) 2012
- Experiment (TV seriál) 2008
- Sesazený král (TV film) 2007
- Film o filmu: Pánská jízda (TV film) 2004
- Světlana zpívá Marlene 1996

### TV pořady
- Živě na jedničce (TV pořad), host 2012
- Barrandovský videostop (TV pořad), host 2011
- Prominenti (TV pořad), host 2010
- Pošta pro tebe (TV pořad) 2005
- Úsměvy (TV pořad), host 1997
- Vsaďte se! (TV pořad)
- Šance (TV pořad) 1992
- V Praze bejvávalo blaze (TV pořad)
- Zpívánky (TV pořad) 1984
- Možná přijde i kouzelník (TV pořad) 1982

## Diskografie
- Marlene
- Láska je fata morgána
- Jsem dívka k rytmu zrozená
- Nelituj
- Láska se vrací
- Mantra 9